# コルモゴロフの拡張定理
数学の測度論におけるコルモゴロフの拡張定理（コルモゴロフのかくちょうていり、英: Kolmogorov extension theorem）とは、全ての自然数n に対して、n次元ユークリッド空間 {\displaystyle \mathbb {R} ^{n}} のボレル集合体 {\displaystyle {\mathcal {B}}(\mathbb {R} ^{n})} 上の測度 {\displaystyle m_{n}} が定義され、その測度列 {\displaystyle (m_{n})_{n\in \mathbb {N} }} が両立条件を満たしている（順に拡張されている）ならば、測度 {\displaystyle m_{n}} は可算無限直積 {\displaystyle \mathbb {R} ^{\infty }} 上に一意に拡張できることを述べた定理である。
つまり、自然数n に対して
測度空間 {\displaystyle (\mathbb {R} ^{n},{\mathcal {B}}(\mathbb {R} ^{n}),m_{n})}
（{\displaystyle \mathbb {R} ^{n}} は実数全体からなる集合 n個の直積、{\displaystyle {\mathcal {B}}} はボレル集合体、{\displaystyle m_{n}:{\mathcal {B}}(\mathbb {R} ^{n})\rightarrow [0,\infty ]} は測度）
が定義され、両立条件：
{\displaystyle m_{n}(A)=m_{n+k}(A\times \mathbb {R} ^{k})\quad (A\in {\mathcal {B}}(\mathbb {R} ^{n}),k\in \mathbb {N} )}
を満たしているとき、ある測度 {\displaystyle m:{\mathcal {B}}(\mathbb {R} ^{\infty })\rightarrow [0,\infty ]} で、
{\displaystyle m(A\times \mathbb {R} ^{\infty })=m_{n}(A)\quad (A\in {\mathcal {B}}(\mathbb {R} ^{n}))}
を満たすものが一意に存在する。ここで、{\displaystyle A\subset \mathbb {R} ^{n}} を {\displaystyle \mathbb {R} ^{\infty }} に埋め込んだ集合 {\displaystyle A\times \mathbb {R} ^{\infty }\subset \mathbb {R} ^{\infty }} を A の筒集合（柱状集合、英: cylinder set）という。
ロシア（ソビエト）の数学者アンドレイ・コルモゴロフの名に因む。
本定理により、コイントスやさいころを何回も投げるといった反復試行の確率を、無限回の操作に対しても考えることができる。